# Afrodite de Menofanto
Afrodite de Menofanto é uma estátua de mármore romana da deusa Vênus (Afrodite para os gregos antigos). Sua forma é a da Vênus Pudica, baseada na Vênus Capitolina. Foi encontrada no mosteiro camaldulense de San Gregorio al Celio, em Roma, e está hoje no Museu Nacional de Roma, no Palazzo Massimo alle Terme. Seu nome é uma referência ao autor, que assinou a obra, Menofanto (em grego: ἀπὸ τῆc / ἐν Τρῳάδι / Ἀφροδίτηc / Μηνόφαντοc / ἐποίε; romaniz.: Apo tis en troadi afroditis minofantos epoiei), um escultor grego do século I a.C. de quem nada mais sabemos.

## A pose "pudica"
A "Venus Pudica" é uma pose clássica na arte ocidental. Na Afrodite de Menofanto, a estátua representa uma jovem desnuda com a mão direita puxando a roupa para cobrir os genitais e a esquerda tentando cobrir os seios. A deusa está apoiada na perna esquerda e a direita está levemente inclinada. Ela está ligeiramente voltada para a esquerda; sua cabeça inclinada e sua expressão séria sugere que ela estaria imersa em seus pensamentos. O termo "pudica" deriva da palavra latina "pudendus", que pode significar tanto "genitais, vergonha ou ambos simultaneamente", e também da raiz grega "aidos" (Αἰδώς), que significa "vergonha" ou "reverência".

## Descoberta e história posterior
Os monges camaldulenses ocupavam a antiga igreja e mosteiro de San Gregorii in Clivo Scauri, fundado no aclive (clivus) do Monte Célio pelo papa Gregório Magno por volta de 1580 e dedicado ao apóstolo André. No século X, o nome de Gregório já havia sido acrescentado ao dele na dedicação e logo o substituiria. Depois de descoberta, a obra passou para as mãos da casa Chigi.

## Banho
Bernoulli defende que as mãos e a toalha sugerem que Afrodite pode estar prestes a entrar no banho ou acabou de terminá-lo. Na Afrodite de Cnido, a toalha nas mãos e o jarro nos pés sugerem que ela estaria prestes a entrar no banho ritual. Por isso, a toalha na Afrodite de Menofanto pode também sugerir o mesmo. Como lavar as mãos ou a imersão do corpo todo tinha um amplo significado religioso na Antiguidade Clássica e a água era considerada pura, fresca e rejuvenescedora, a interpretação do banho explica e justifica a nudez da deusa.

## Proibição
Gerhart Rodenwaldt se levantou contra a antiga visão de que a nudez de Afrodite deveria ser explicada em termos humanos, pois ela é uma divindade e não uma mortal. Ele sugeriu que a deusa transmite um senso de assexualidade ao se recobrir para manter seu poder. Atena, por exemplo, permaneceu virgem por ter se inserido no mundo masculino de poder: ela representa um papel importante na guerra e na proteção das cidades. Além disso, mortais não tinham permissão para ver deusas nuas: fazê-lo podia resultar em perigosas consequências. No hino 5 de Calímaco, Atena afirma-o claramente: "Quem olhar para um imortal num momento que não for de sua escolha, pagará por isso na hora". 

## Galeria

Imagens
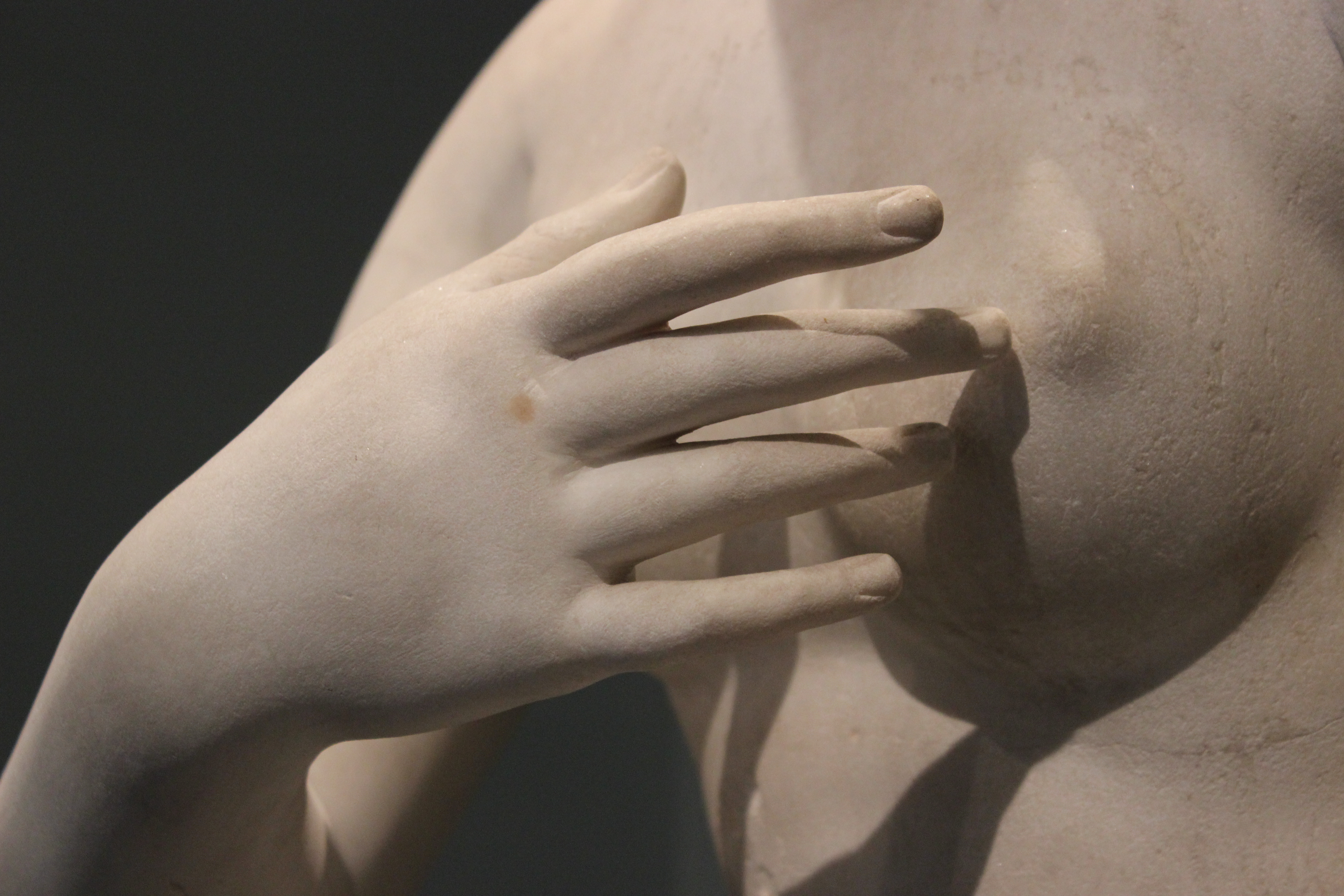
Detalhe
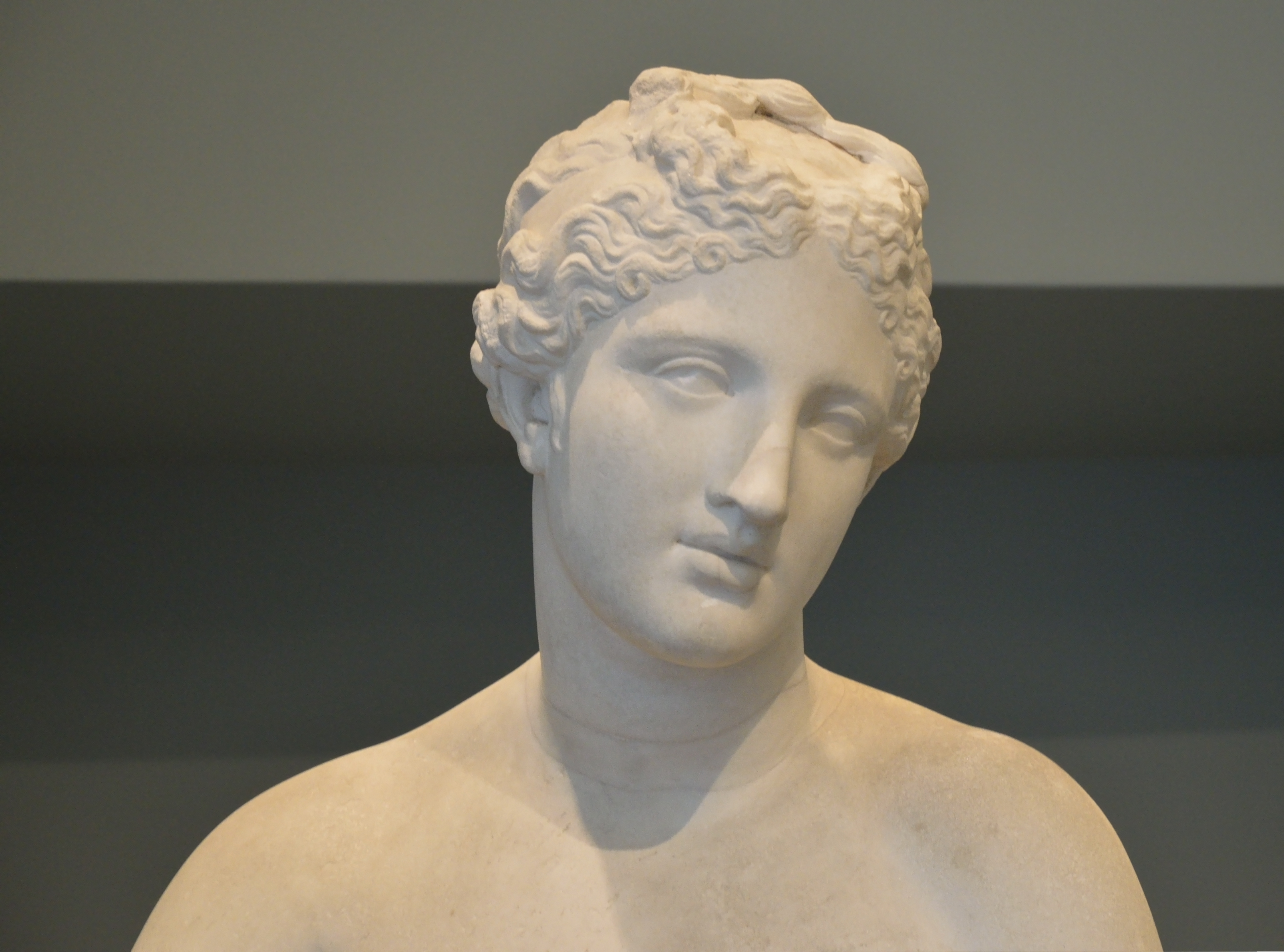
Detalhe